# 듀얼 SIM

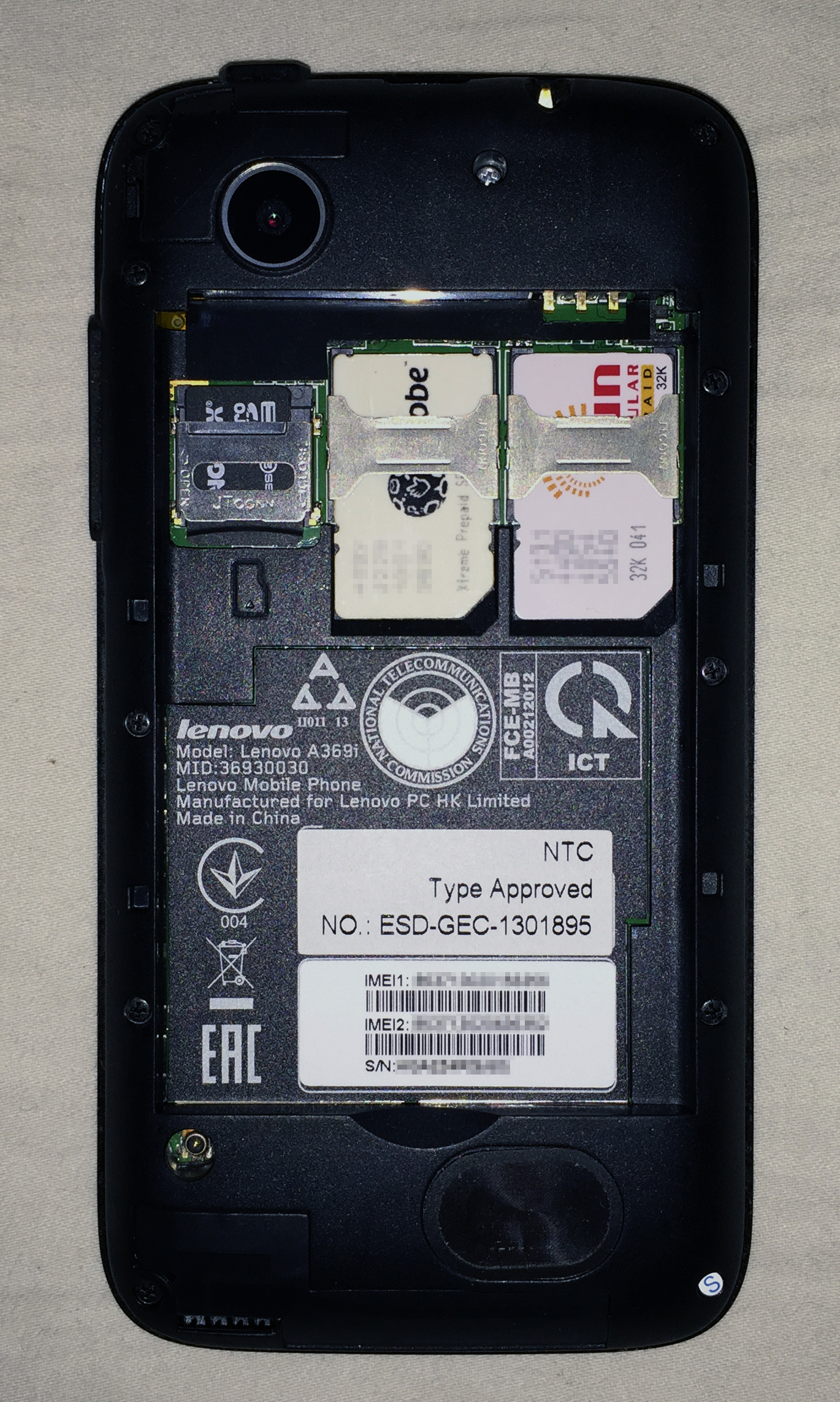
레노버 A369i에서 볼 수 있는 듀얼 SIM 슬롯. 필리핀의 글로브(Globe)사와 선 셀룰러(Sun Cellular)사의 SIM이 장착되어 있다.

듀얼 SIM(Dual SIM)은 SIM 카드 두개를 하나의 휴대 전화에서 사용하는 기술이다. 2000년 핀란드에서 처음 출시되었다. 현재 4개의 유심칩을 사용하는 휴대 전화까지 출시되었다. SK텔레콤에서 "듀얼 USIM"이라고 홍보하는 기술인 마이크로 USIM에 더미 어댑터를 끼워 미니 USIM으로 사용할 수 있는 "하이브리드 USIM"과는 전혀 다른 개념이다.

## 역사
듀얼 SIM 기능을 포함한 최초의 전화는 2000년 베네 컴에 의해 출시된 베네폰 트윈(Benefon Twin)이다.

## 같이 보기
- 산자이